# Fotbalový Klub Ústí nad Labem
El FK Ústí nad Labem es un club de fútbol de la República Checa. Fue fundado en 1945 y juega en la Czech 2. Liga.

## Historia
La historia del club se remonta a 1927, pero los datos específicos se registran después del final de la Segunda Guerra Mundial. La Segunda Guerra Mundial. En 1945 como SK Usti nad Labem, trabajó en la clase club de IB. A pesar de la división IA y de clase, el club se dio en 1951 en la Liga de la Tierra (la segunda más alta competencia) y como finalista de la Copa de Checoslovaquia llegó en 1952 hasta el 1 de Liga, pero solo por un año. En 1958 él jugó en Usti nad Labem fue la más alta competencia, pero de nuevo sólo una temporada. El club había trabajado bajo el nombre de Spartak Usti nad Labem, en las décadas siguientes trabajó alternativamente en el concurso de la segunda y tercera en el país.
En la temporada 1989-1990 desciende equipo para el campeonato regional, sino tres veces en cuatro años y luego procede FK SGG Anna juega en el período 1994-1996 la segunda liga. 
Por razones financieras, el equipo del año pasado en el segundo nedohrává liga y deja prácticamente. Los siguientes dos años jugando los equipos de la competencia los jóvenes solamente. 
Cuando se combina con el suburbano Vseborice FK NRC, que jugó de primera clase A, creada en 1998, Burnley (Ciudad del Fútbol Club) Usti nad Labem. El club recién fundada dos veces y se graduó dos años más tarde logró el ascenso a la CFL.
Desde la temporada 2001-2002 del club se inicia con un nuevo nombre MFK Usti nad Labem. En la temporada 2004-2005, el club se convierte en un participante permanente en el segundo Ligas. En la temporada 2005/2006 llegó a un club de tercera gran lugar en la segunda división, dirigido por el entrenador Jiri Pliska, en nuestro ejemplo, también jugó un jersey de Edin Džeko. Entonces asumió las riendas Svatopluk entrenador Habanec que el primer equipo en el ahorro segunda liga, y luego reunió a un equipo que jugó una posición de liderazgo en la segunda liga. En la temporada 2009/2010 el equipo después de 52 años se trasladó a la liga superior , sobre todo gracias al otoño excepcional y los 11 goles de Richard ardillas. El procedimiento de seguridad, nuestro equipo ganó 29 de mayo de 2010 en Sokolov, ganando 3-1.
Desde la temporada 2006-2007 comienza ya con el club de fútbol del club actual llamado Usti nad Labem, ya que 
además del equipo, el club cuenta con cuatro adultos y cuatro adolescentes, alumnos de cooperación. En las categorías de clubes de jóvenes trabaja en estrecha colaboración con Ravel menor FK.

## Palmarés
- Czech 2. Liga (1): 2011–12
- Bohemian Football League (2): 1993–94, 2003–04
- Cuarta División de la República Checa (1): 2002–03